# Lion (reep)

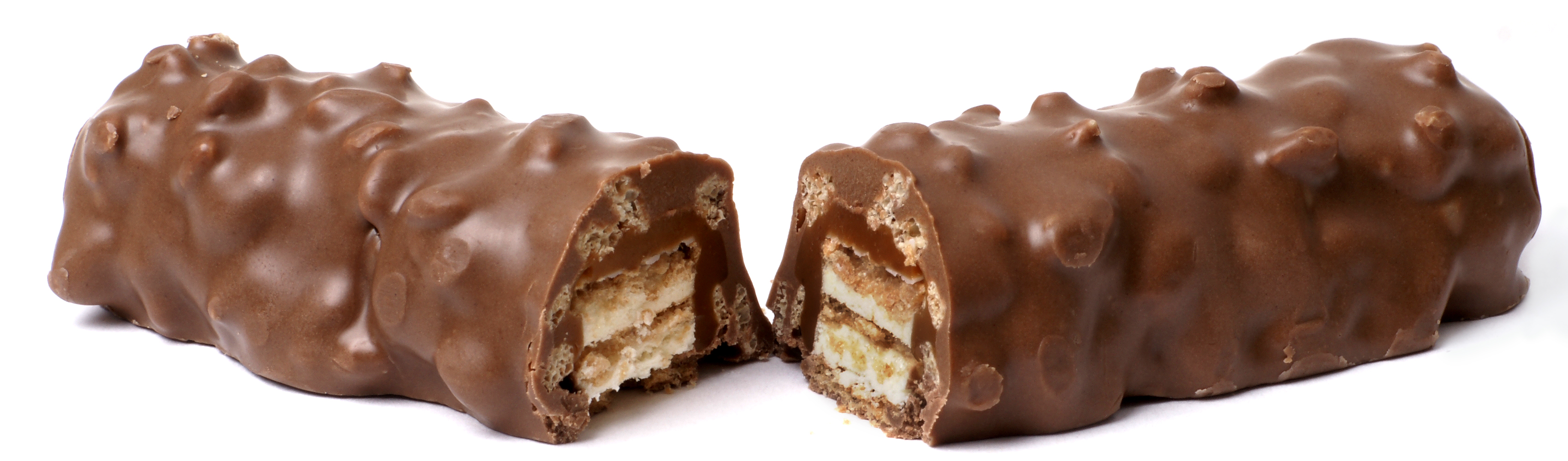
Een gebroken Lion-snoepreep.

Een Lion is een snoepreep die gemaakt wordt door Nestlé. Het bestaat uit wafel, karamel en gepofte rijst, in een laagje melkchocolade. De reep werd in de jaren zeventig op de markt gebracht.
In sommige gebieden was de snoepreep voorheen bekend als Big Cat.
Lion ontstond in 1977 en kwam op de Nederlandse markt in 1984.